# 修那之旅
《修那之旅》為日本動畫導演宮崎駿在1983年創作的漫畫。

## 漫畫版

### 概要
作品為宮崎駿在上所發表，改編自西藏所流傳的「阿初王子與青稞種子」故事，並添加了宮崎駿個人喜愛的小說《地海》系列裡的世界觀、思想所完成。

### 劇情
在某山谷裡存在著一個不知名小國，因位於氣候嚴苛、貧瘠的土地上而農作物的收成一直欠缺。
有一天該國的王子「修那」，發現一名瀕死的旅人出現在他的領地裡。在照料生命垂危的旅人時；修那從對方口中得知他終其一生一直在西方找尋著能在任何土地耕作的穀物。
之後修那相信只要能前往西方找尋到旅人所說的穀物種子，便有機會將他的國家脫離缺乏食糧的困境。而在後幾天的夜晚裡，修那朝向西方、踏上了他尋找穀物的旅程。

### 登場角色
修那
本作主角，一個高山裡小國家的繼承者。
為了獲得存於西方、能在惡劣環境下栽種的穀糧種子而冒險，之後並因此遭遇了各種險境。
蒂亞
因遭遇事故而被奴隸商人抓去拍賣的少女，某日在市場裡與修那相遇。
事後被修那所救出，之後暫定居於北方的一處農莊裡等待修那完成任務回來。
蒂亞的妹妹
同樣被奴隸商人抓去拍賣、與蒂亞相依的小女孩。在故事中是刻意沒一句對白的角色。
亞克路
居住在修那國境裡特有的鹿種，並為修那前往西方時搭乘的座騎。
後續於修那與蒂亞姊妹暫時告別時；被委託給蒂亞照顧。
老者
某日修那夜宿時，突然現身的神秘老人。
在提供給修那存在著黃金穀粱的「神人領地」信息後，隔日便無聲無息地離開。
老婆婆
允許蒂亞姊妹在她住家定居的農家老婦。

### 影響與引用
此作中一些原創的動物角色，宮崎駿皆多次引用到後續個人執導的動畫中，如1986年的《天空之城》及1997年的《魔法公主》裡皆有出現《修那之旅》中老鼠模樣的小生物；而同樣《魔法公主》裡，也有登場名為「亞克路」的雄鹿。
《修那之旅》中關於奴隸市場的橋段，則被宮崎駿長子宮崎吾朗在執導改編自小說《地海》系列的動畫《地海戰記》時所改編引用，該動畫的女主角「瑟魯」外型也參考了漫畫中蒂亞的模樣。

## 廣播劇

### 概要
《修那之旅》改編的廣播劇在1987年5月2日由NHK的電台NHK-FM推出，並為日本首次採用數位錄音、環繞音效效果的廣播劇。

### 劇本章節
廣播劇裡的章節及名稱；皆與原作漫畫相同。
1.旅程開始
2.往西方
3.在城鎮裡
4.襲擊
5.朝向神人的土地
6.蒂亞

### 幕後人員

#### 配音員
- 修那：松田洋治
- 蒂亞：藤代美奈子
- 旅人：下元勉
- 奴隸商人：松山照夫
- 老人：戶浦六宏
- 老婆婆：北城真紀子
- 劇情旁白：佐佐木功

#### 製作群
- 製作：NHK
- 腳色挑選：宮田雪
- 音樂：伊藤詳
- 技術：鈴木清人
- 效果：上田光生
- 演出：保科義久